# Groupama-FDJ/Saison 2020
Diese Liste beschreibt die Mannschaft und die Erfolge des Radsportteams Groupama-FDJ in der Saison 2020.

## Mannschaft
| Teamkader 2020          | Teamkader 2020     | Teamkader 2020 | Teamkader 2020                          |
| Name                    | Geburtsdatum       | Land           | Vorheriges Team                         |
| ----------------------- | ------------------ | -------------- | --------------------------------------- |
| Bruno Armirail          | 11. April 1994     | Frankreich     | Occitane CF (2017)                      |
| William Bonnet          | 25. Juni 1982      | Frankreich     | BBox Bouygues Telecom (2010)            |
| Alexys Brunel           | 10. Oktober 1998   | Frankreich     | Équipe continentale Groupama-FDJ (2019) |
| Mickaël Delage          | 6. August 1985     | Frankreich     | Omega Pharma-Lotto (2010)               |
| Arnaud Démare           | 26. August 1991    | Frankreich     | CC Nogent-sur-Oise (2011)               |
| Antoine Duchesne        | 12. September 1991 | Kanada         | Direct Énergie (2017)                   |
| Kilian Frankiny         | 26. Januar 1994    | Schweiz        | BMC Racing Team (2018)                  |
| David Gaudu             | 10. Oktober 1996   | Frankreich     | Côtes d'Armor-Marie Morin (2016)        |
| Kevin Geniets           | 9. Januar 1997     | Luxemburg      | Équipe continentale Groupama-FDJ (2019) |
| Jacopo Guarnieri        | 14. August 1987    | Italien        | Katusha (2016)                          |
| Simon Guglielmi         | 1. Juli 1997       | Frankreich     | Équipe continentale Groupama-FDJ (2019) |
| Ignatas Konovalovas     | 8. Dezember 1985   | Litauen        | Marseille 13 KTM (2015)                 |
| Stefan Küng             | 16. November 1993  | Schweiz        | BMC Racing Team (2018)                  |
| Matthieu Ladagnous      | 12. Dezember 1984  | Frankreich     | Entente Sud Gascogne (2005)             |
| Olivier Le Gac          | 27. August 1993    | Frankreich     | BIC 2000 (2014)                         |
| Fabian Lienhard         | 3. September 1993  | Schweiz        | IAM Excelsior (2019)                    |
| Tobias Ludvigsson       | 22. Februar 1991   | Schweden       | Giant-Alpecin (2016)                    |
| Valentin Madouas        | 12. Juli 1996      | Frankreich     | BIC 2000 (2016)                         |
| Rudy Molard             | 17. September 1989 | Frankreich     | Cofidis, Solutions Crédits (2016)       |
| Thibaut Pinot           | 29. Mai 1990       | Frankreich     | Club Cycliste d'Étupes (2009)           |
| Sébastien Reichenbach   | 28. Mai 1989       | Schweiz        | IAM Cycling (2015)                      |
| Anthony Roux            | 18. April 1987     | Frankreich     | UV Aube (2007)                          |
| Marc Sarreau            | 10. Juni 1993      | Frankreich     | Armée de terre (2014)                   |
| Miles Scotson           | 18. Januar 1994    | Australien     | BMC Racing Team (2018)                  |
| Romain Seigle           | 11. Oktober 1994   | Frankreich     | Club Cycliste d'Étupes (2017)           |
| Ramon Sinkeldam         | 9. Februar 1989    | Niederlande    | Team Sunweb (2017)                      |
| Benjamin Thomas         | 12. September 1995 | Frankreich     | Armée de terre (2017)                   |
| Léo Vincent             | 6. November 1995   | Frankreich     | Club Cycliste d'Étupes (2016)           |
|                         |                    |                |                                         |
| Quelle: ProCyclingStats |                    |                |                                         |

## Erfolge

### UCI WorldTour
| Datum       | Rennen                     | Fahrer        |
| ----------- | -------------------------- | ------------- |
| 6. Oktober  | 4. Etappe Giro d’Italia    | Arnaud Démare |
| 8. Oktober  | 6. Etappe Giro d’Italia    | Arnaud Démare |
| 9. Oktober  | 7. Etappe Giro d’Italia    | Arnaud Démare |
| 14. Oktober | 11. Etappe Giro d’Italia   | Arnaud Démare |
| 31. Oktober | 11. Etappe Vuelta a España | David Gaudu   |
| 7. November | 17. Etappe Vuelta a España | David Gaudu   |

### UCI ProSeries
| Datum          | Rennen                         | Fahrer        |
| -------------- | ------------------------------ | ------------- |
| 5. August      | Mailand-Turin                  | Arnaud Démare |
| 17. August     | 2. Etappe Tour de Wallonie     | Arnaud Démare |
| 19. August     | 4. Etappe Tour de Wallonie     | Arnaud Démare |
| 16.–19. August | Gesamtwertung Tour de Wallonie | Arnaud Démare |
| 16. September  | 2. Etappe Tour de Luxembourg   | Arnaud Démare |

### UCI Continental Circuits
| Datum          | Rennen                                 | Kat. | Fahrer        |
| -------------- | -------------------------------------- | ---- | ------------- |
| 5. Februar     | 1. Etappe Étoile de Bessèges           | 2.1  | Alexys Brunel |
| 27. August     | 1. Etappe Tour du Poitou-Charentes     | 2.1  | Arnaud Démare |
| 28. August     | 2. Etappe Tour du Poitou-Charentes     | 2.1  | Arnaud Démare |
| 30. August     | 4. Etappe Tour du Poitou-Charentes     | 2.1  | Arnaud Démare |
| 27.–30. August | Gesamtwertung Tour du Poitou-Charentes | 2.1  | Arnaud Démare |

### Nationale Meisterschaften
| Datum       | Rennen                                     | Sieger        |
| ----------- | ------------------------------------------ | ------------- |
| 13. Juli    | Schweizer Meisterschaft – Einzelzeitfahren | Stefan Küng   |
| 23. August  | Französische Meisterschaft – Straßenrennen | Arnaud Démare |
| 23. August  | Luxemburger Meisterschaft – Straßenrennen  | Kevin Geniets |
| 31. Oktober | Schweizer Meisterschaft – Straßenrennen    | Stefan Küng   |